# Mnogokotniško število
Mnogokótniško števílo je v matematiki število, ki ga lahko razmestimo v obliki pravilnega mnogokotnika. Antični matematiki so ugotovili, da lahko števila razvrstimo na posebne načine, če si jih zamislimo kot kamenčke ali semena. Na primer število 10 lahko razmestimo v obliko trikotnika (glej trikotniško število):
```
   x
  x x
 x x x
x x x x
```

Števila 10 ne moremo postaviti v obliki kvadrata. Na drugi strani lahko tako postavimo število 9 (glej kvadratno število):
```
x x x
x x x
x x x
```

Nekatera števila, kot na primer 36, lahko razporedimo kot kvadrat ali kot trikotnik (glej trikotniško kvadratno število):
```
  x x x x x x
  x x x x x x
  x x x x x x
  x x x x x x
  x x x x x x
  x x x x x x
       x
      x x
     x x x
    x x x x
   x x x x x
  x x x x x x
 x x x x x x x
x x x x x x x x
```

Neko mnogokotniško število povečamo s tem, da razširimo dve sosednji roki za eno točko in med točkami dodamo želeno število strani. Na naslednjih skicah, dodatni nivo prikažemo z znakom +.

## Trikotniška števila
1:
```
+               x
```

3:
```
 x               x
+ +             x x
```

6:
```
  x               x
 x x             x x
+ + +           x x x
```

10:
```
   x               x
  x x             x x
 x x x           x x x
+ + + +         x x x x
```

## Kvadratna števila
1:
```
+               x
```

4:
```
x +             x x
+ +             x x
```

9:
```
x x +           x x x
x x +           x x x
+ + +           x x x
```

16:
```
x x x +         x x x x
x x x +         x x x x
x x x +         x x x x
+ + + +         x x x x
```

Tudi mnogokotnike z večjim številom stranic, kot so petkotniki ali šestkotniki lahko predstavimo kot razvrstitve točk. Po dogovoru je 1 prvo mnogokotniško število za poljubno število stranic:

## Petkotniška števila
1:
```
+                   x
```

5:
```
 x                   x
+ +                 x x
+ +                 x x
```

12:
```
   x                   x
  x x                 x x
+ x x +             x x x x
+     +             x     x
+  +  +             x  x  x
```

22:
```
     x                   x
    x x                 x x
  x x x x             x x x x
+ x     x +         x x     x x
+ x  x  x +         x x  x  x x
+         +         x         x
+  +   +  +         x  x   x  x
```

35:
```
       x                   x
      x x                 x x
    x x x x             x x x x
  x x     x x         x x     x x
+ x x  x  x x +     x x x  x  x x x
+ x         x +     x x         x x
+ x  x   x  x +     x x  x   x  x x
+             +     x             x
+  +   +   +  +     x  x   x   x  x
```

## Šestkotniška števila
1:
```
 x
```

6:
```
    x               x
  +   +           x   x 
  +   +           x   x
    +               x 
```

15:
```
     x                 x 
   x   x             x   x  
 + x   x +         x x   x x
 +   x   +         x   x   x
 +       +         x       x
   +   +             x   x 
     +                 x  
```

28:
```
        x                       x  
      x   x                   x   x   
    x x   x x               x x   x x
  + x   x   x +           x x   x   x x 
  + x       x +           x x       x x
  +   x   x   +           x   x   x   x
  +     x     +           x     x     x
    +       +               x       x 
      +   +                   x   x  
        +                       x   
```

45:
```
          x                           x
        x   x                       x   x  
      x x   x x                   x x   x x   
    x x   x   x x               x x   x   x x
  + x x       x x +           x x x       x x x 
  + x   x   x   x +           x x   x   x   x x
  + x     x     x +           x x     x     x x
  +   x       x   +           x   x       x   x
  +     x   x     +           x     x   x     x
    +     x     +               x     x     x 
      +       +                   x       x  
        +   +                       x   x   
          +                           x    
```

66:
```
          x                             x
        x   x                         x   x
      x x   x x                     x x   x x
    x x   x   x x                 x x   x   x x
  x x x       x x x             x x x       x x x
+ x x   x   x   x x +         x x x   x   x   x x x
+ x x     x     x x +         x x x     x     x x x
+ x   x       x   x +         x x   x       x   x x
+ x     x   x     x +         x x     x   x     x x
+   x     x     x   +         x   x     x     x   x
+     x       x     +         x     x       x     x
  +     x   x     +             x     x   x     x
    +     x     +                 x     x     x
      +       +                     x       x
        +   +                         x   x
          +                             x
```

91:
```
            x                             x
          x   x                         x   x
        x x   x x                     x x   x x
      x x   x   x x                 x x   x   x x
    x x x       x x x             x x x       x x x
  x x x   x   x   x x x         x x x   x   x   x x x
+ x x x     x     x x x +     x x x x     x     x x x x
+ x x   x       x   x x +     x x x   x       x   x x x
+ x x     x   x     x x +     x x x     x   x     x x x
+ x   x     x     x   x +     x x   x     x     x   x x
+ x     x       x     x +     x x     x       x     x x
+   x     x   x     x   +     x   x     x   x     x   x
+     x     x     x     +     x     x     x     x     x
  +     x       x     +         x     x       x     x
    +     x   x     +             x     x   x     x
      +     x     +                 x     x     x
        +       +                     x       x
          +   +                         x   x
            +                             x
```

Če je s število stranic mnogokotnika, je enačba za n-to s-mnogokotniško število:
{\displaystyle {\frac {n((s-2)n+4-s)}{2}}\!\,.}
| ime           | enačba          | n=1 | 2  | 3  | 4   | 5   | 6   | 7   | 8   | 9    | 10   | 11   | 12   | 13   |
| ------------- | --------------- | --- | -- | -- | --- | --- | --- | --- | --- | ---- | ---- | ---- | ---- | ---- |
| Trikotniško   | ½n(1n + 1)      | 1   | 3  | 6  | 10  | 15  | 21  | 28  | 36  | 45   | 55   | 66   | 78   | 91   |
| Kvadratno     | ½n(2n - 0)      | 1   | 4  | 9  | 16  | 25  | 36  | 49  | 64  | 81   | 100  | 121  | 144  | 169  |
| Petkotniško   | ½n(3n - 1)      | 1   | 5  | 12 | 22  | 35  | 51  | 70  | 92  | 117  | 145  | 176  | 210  | 247  |
| Šestkotniško  | ½n(4n - 2)      | 1   | 6  | 15 | 28  | 45  | 66  | 91  | 120 | 153  | 190  | 231  | 276  | 325  |
| Sedemkotniško | ½n(5n - 3)      | 1   | 7  | 18 | 34  | 55  | 81  | 112 | 148 | 189  | 235  | 286  | 342  | 403  |
| Osemkotniško  | ½n(6n - 4)      | 1   | 8  | 21 | 40  | 65  | 96  | 133 | 176 | 225  | 280  | 341  | 408  | 481  |
| Devetkotniško | ½n(7n - 5)      | 1   | 9  | 24 | 46  | 75  | 111 | 154 | 204 | 261  | 325  | 396  | 474  | 559  |
| Desetkotniško | ½n(8n - 6)      | 1   | 10 | 27 | 52  | 85  | 126 | 175 | 232 | 297  | 370  | 451  | 540  | 637  |
| 11-kotniško   | ½n(9n - 7)      | 1   | 11 | 30 | 58  | 95  | 141 | 196 | 260 | 333  | 415  | 506  | 606  | 715  |
| 12-kotniško   | ½n(10n - 8)     | 1   | 12 | 33 | 64  | 105 | 156 | 217 | 288 | 369  | 460  | 561  | 672  | 793  |
| 13-kotniško   | ½n(11n - 9)     | 1   | 13 | 36 | 70  | 115 | 171 | 238 | 316 | 405  | 505  | 616  | 738  | 871  |
| 14-kotniško   | ½n(12n - 10)    | 1   | 14 | 39 | 76  | 125 | 186 | 259 | 344 | 441  | 550  | 671  | 804  | 949  |
| 15-kotniško   | ½n(13n - 11)    | 1   | 15 | 42 | 82  | 135 | 201 | 280 | 372 | 477  | 595  | 726  | 870  | 1027 |
| 16-kotniško   | ½n(14n - 12)    | 1   | 16 | 45 | 88  | 145 | 216 | 301 | 400 | 513  | 640  | 781  | 936  | 1105 |
| 17-kotniško   | ½n(15n - 13)    | 1   | 17 | 48 | 94  | 155 | 231 | 322 | 428 | 549  | 685  | 836  | 1002 | 1183 |
| 18-kotniško   | ½n(16n - 14)    | 1   | 18 | 51 | 100 | 165 | 246 | 343 | 456 | 585  | 730  | 891  | 1068 | 1261 |
| 19-kotniško   | ½n(17n - 15)    | 1   | 19 | 54 | 106 | 175 | 261 | 364 | 484 | 621  | 775  | 946  | 1134 | 1339 |
| 20-kotniško   | ½n(18n - 16)    | 1   | 20 | 57 | 112 | 185 | 276 | 385 | 512 | 657  | 820  | 1001 | 1200 | 1417 |
| 21-kotniško   | ½n(19n - 17)    | 1   | 21 | 60 | 118 | 195 | 291 | 406 | 540 | 693  | 865  | 1056 | 1266 | 1495 |
| 22-kotniško   | ½n(20n - 18)    | 1   | 22 | 63 | 124 | 205 | 306 | 427 | 568 | 729  | 910  | 1111 | 1332 | 1573 |
| 23-kotniško   | ½n(21n - 19)    | 1   | 23 | 66 | 130 | 215 | 321 | 448 | 596 | 765  | 955  | 1166 | 1398 | 1651 |
| 24-kotniško   | ½n(22n - 20)    | 1   | 24 | 69 | 136 | 225 | 336 | 469 | 624 | 801  | 1000 | 1221 | 1464 | 1729 |
| 25-kotniško   | ½n(23n - 21)    | 1   | 25 | 72 | 142 | 235 | 351 | 490 | 652 | 837  | 1045 | 1276 | 1530 | 1807 |
| 26-kotniško   | ½n(24n - 22)    | 1   | 26 | 75 | 148 | 245 | 366 | 511 | 680 | 873  | 1090 | 1331 | 1596 | 1885 |
| 27-kotniško   | ½n(25n - 23)    | 1   | 27 | 78 | 154 | 255 | 381 | 532 | 708 | 909  | 1135 | 1386 | 1662 | 1963 |
| 28-kotniško   | ½n(26n - 24)    | 1   | 28 | 81 | 160 | 265 | 396 | 553 | 736 | 945  | 1180 | 1441 | 1728 | 2041 |
| 29-kotniško   | ½n(27n - 25)    | 1   | 29 | 84 | 166 | 275 | 411 | 574 | 764 | 981  | 1225 | 1496 | 1794 | 2119 |
| 30-kotniško   | ½n(28n - 26)    | 1   | 30 | 87 | 172 | 285 | 426 | 595 | 792 | 1017 | 1270 | 1551 | 1860 | 2197 |
| s = 25        | ⁠1/2⁠(23n2 − 21n) | 1   | 25 | 72 | 142 | 235 | 351 | 490 | 652 | 837  | 1045 | 1276 |      |      |